# Von Kármán (cràter marcià)
|  | No s'ha de confondre amb Von Kármán (cràter). |

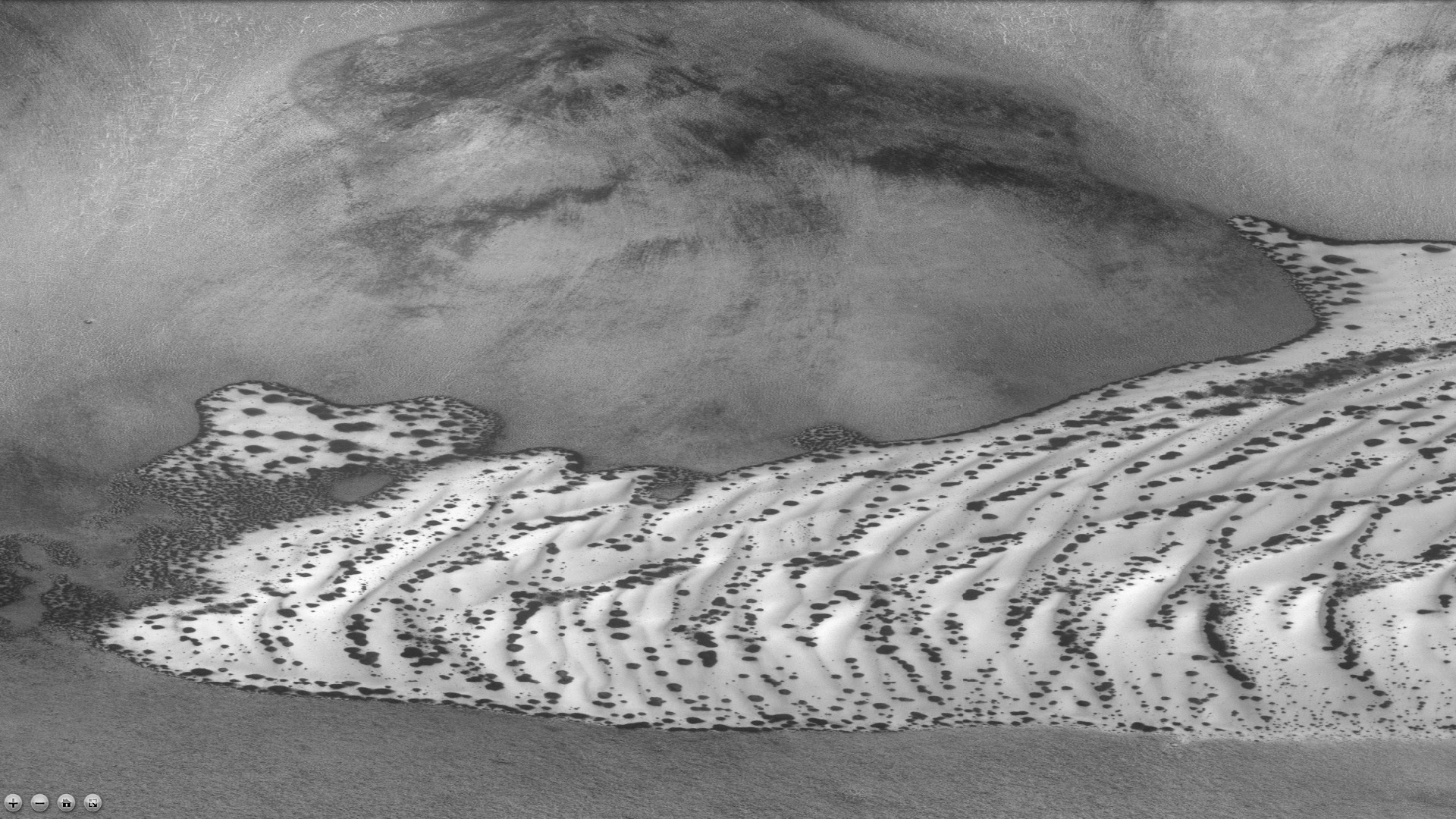
Dunes descongelant-se en Von Kármán (imatge CTX del Mars Reconnaissance Orbiter). A les zones fosques el gel ja ha desaparegut. La fotografia està presa durant la primavera marciana.

Von Kármán és un cràter d'impacte del sud-oest del quadrangle Argyre de Mart, localitzat en les coordenades 64.6° Sud de latitud i 58.5° Oest de longitud. Té 90 km de diàmetre i deu el seu nom (aprovat per la UAI en 1973) al científic hongarès nacionalitzat nord-americà Theodore von Kármán.
Altres cràters propers destacats són Phillips a l'est, Du Toit a l'est-sud-est, Schmidt al sud-oest; i a l'oest-nord-oest es localitza Fontana, a poc més de mig camí pel que fa a la ubicació de Argyre Rupes, una cresta elevada.
A l'oest del punt mitger del cràter apareix una petita muntanya central amb dos cims, amb un cràter minúscul just al centre. Un cràter petit està unit al brocal occidental, i part del brocal occidental se situa dins del quadrangle Thaumasia.
Von Kármán conté un gran camp de dunes, on es produeixen fenòmens geològics lligats als cicles de congelació i descongelació del terreny. Normalment, les dunes són molt fosques perquè contenen sorra basàltica formada a partir de roques volcàniques també fosques. Així i tot, a l'hivern apareixen cobertes per les gelades. Les imatges de l'article mostren la gelada desapareixent. Aquests punts foscos també són característics de dunes situades en latituds més altes de Mart.
A vegades es formen guèisers de CO2 prop d'aquests llocs. Tenen dues característiques principals: dunes amb punts foscos i canals ramificats la forma dels quals recorda a la d'una aranya. Apareixen a principis de la primavera marciana, sobre els camps de dunes coberts amb diòxid de carboni congelat (CO2 o 'gel sec'), principalment en els punts alts i en els talussos de les dunes; al començament de l'hivern desapareixen. La forma d'aquests punts foscos és generalment arrodonida, i en els pendents és normalment ovalada.
En aquestes zones els grans minerals poden estar coberts per una pel·lícula prima d'aigua que pot provocar l'alteració química dels minerals, contribuint a la hipotètica supervivència d'organismes marcians. Estudis realitzats a l'efecte han demostrat que poden existir pel·lícules primes d'aigua en certes èpoques i llocs de Mart. En alguns punts foscos, les capes primes d'aigua líquida podrien formar-se al llarg de 38 sols (dies marcians), coincidint amb els períodes més càlids del dia.
Amb el sol més fort de primavera a certes regions, es formen fumaroles de diòxid de carboni que projecten pols fosca en l'aire. Aquesta pols fosca augmenta l'absorció de llum i causa que augmenti la temperatura del terreny, facilitant que l'aigua pugui existir en fase líquida durant períodes curts.
- Clima de Mart
- Cràter d'impacte
- Cràters de Mart